# Санта Крус (острови)
Вижте пояснителната страница за други значения на Санта Крус.
Островите Санта Крус са група острови в Тихия океан, които влизат в състава на държавата Соломонови острови.
Те лежат около 400 km югоизточно от архипелага Соломонови острови. На юг от островите Санта Крус е архипелагът на Вануату и островите се числят като част от екорегиона на Вануатската дъждовна гора.
Най-големият остров в групата е Нендо (505.5 km2, най-висок връх – 549 m, население – над 5000), следван от Ваникоро (който всъщност е два острова, Бани и малкия му съсед Тевай – 173.2 km2, население – 800) и Утупуа (69.0 km2, най-висок връх – 380 m, население – 300).
Островите Санта Крус са на по-малко от 5 милиона години и са образувани вследствие от подпъхването на Индо-австралийската тектонска плоча под Тихоокеанската плоча. Те са съставени предимно от варовик и вулканична пепел.
В географско отношение островите са част от Меланезия, но на тях живеят и полинезийски
общности. Лата, намиращ се на о. Нендо, е най-големият град и столицата на една от провинция Темоту на държавата Соломонови острови. Най-високата точка на островите е на о. Ваникоро – 924 m.